# Starsem

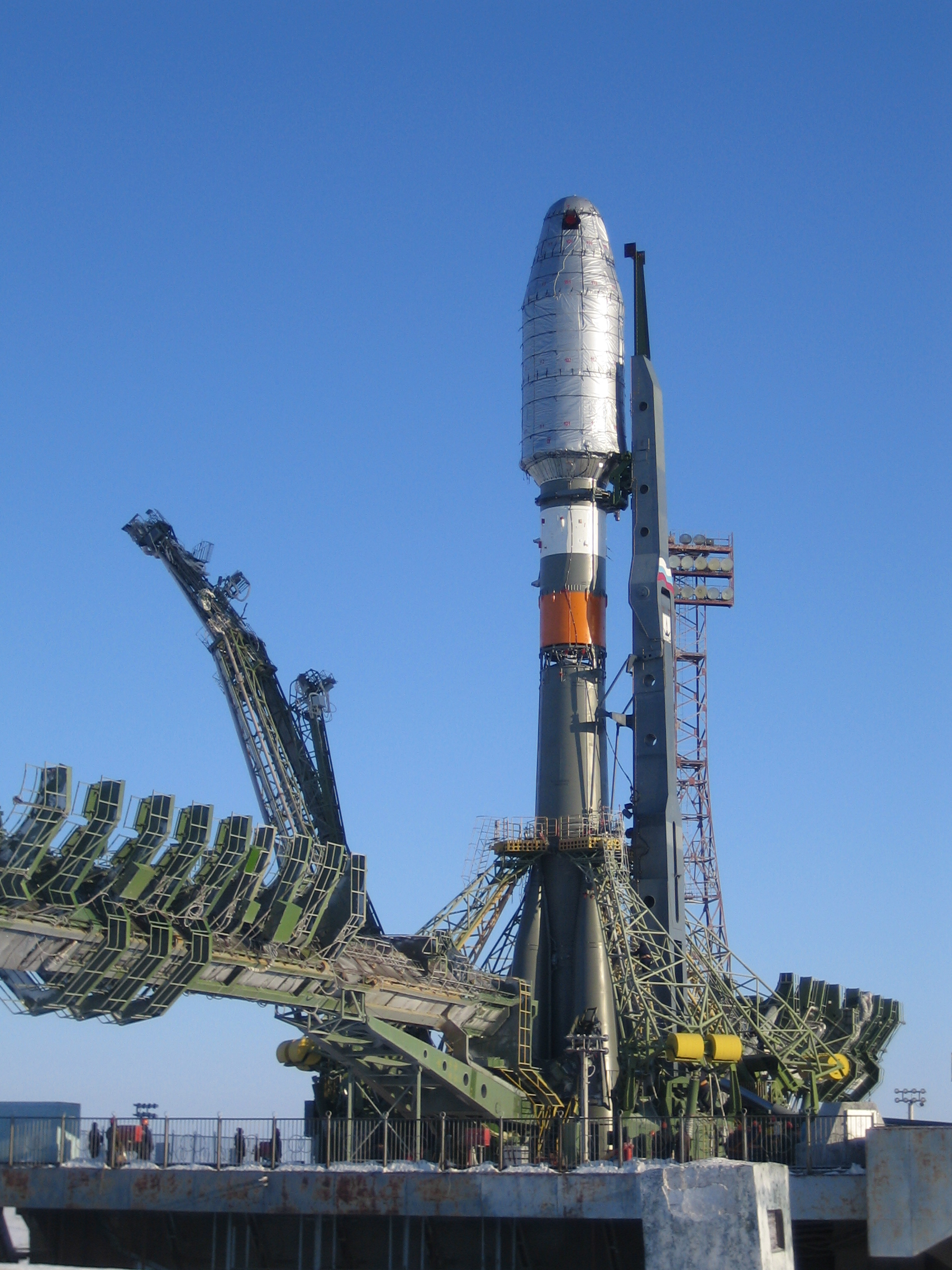
Préparation de la fusée Soyouz-2-1a pour le lancement de MetOp-A depuis le cosmodrome de Baïkonour, le 19/10/2006.

Starsem, ou The Soyuz Company, est une société russo-européenne créée le 6 août 1996. Son siège social est à Évry, en France (au siège d'Arianespace).
Lorsqu'elle était active, elle employait dix personnes chargées de la commercialisation et de l'exploitation sur le marché international de lancements de satellites ou de sondes spatiales par le lanceur russe Soyouz depuis les cosmodromes russes de Baïkonour et Vostotchny.
À fin 2021, Starsem a réalisé 37 lancements dont ceux des sondes interplanétaires Mars Express et Venus Express, des satellites de télécommunication Globalstar, Galaxy 14 et OneWeb, des satellites de météorologie européens MetOp-A et MetOp-B, des satellites d'observation de la terre RADARSAT-2 et Cluster, du chercheur d'exoplanète CoRoT ainsi que des deux premiers satellites de validation du projet Galileo, GIOVE-A et GIOVE-B.
À la suite de l'invasion de l'Ukraine par la Russie en 2022, son activité est suspendue.

## Actionnaires
Les actionnaires à 50 % européens et 50 % russes sont, :
- ArianeGroup, qui détient 35 % ;
- l'agence spatiale fédérale russe Roscosmos, qui détient 25 % ;
- The Samara Space Center (TsSKB-Progress), qui détient 25 % ;
- Arianespace, qui détient 15 %

## Historique
À sa création en 1996, Starsem bénéficie de l'exclusivité de la commercialisation (hors Russie) de lancements de satellites par le lanceur Soyouz depuis le cosmodrome de Baïkonour. L'exclusivité sera reconduite si Starsem parvient à vendre au moins cinq lancements en cinq ans. Cet objectif est atteint en 1999.
Pour accomplir les lancements de plusieurs satellites en même temps que Starsem ambitionne, Soyouz doit être équipé d'un étage supérieur réallumable. À cet effet seront développés les étages Ikar (pour les six premiers lancements), puis Fregat en 2000, qui est toujours utilisé en 2022.
Des accords entre la Russie et la France le 7 novembre 2003, puis entre l'agence spatiale européenne et l'agence spatiale russe le 19 janvier 2005, permettent à Arianespace d'opérer des lancements de Soyouz depuis le centre spatial guyanais sur un pas de tir qui sera construit par l'agence spatiale européenne. Les équipements spécifiques à Soyouz seront fournis par l'agence spatiale russe et mis en œuvre par une centaine d'ingénieurs russes présents en Guyane. Les accords confirment également l'exclusivité commerciale partagée entre Starsem et Arianespace.
Le 21 octobre 2011, le premier Soyouz est ainsi lancé depuis le Centre spatial guyanais à Sinnamary.
L'accord d'exclusivité commerciale conclu en 2003 n'ayant pas été renouvelé, il prend fin le 31 décembre 2015. De ce fait, la Russie confie à Glavkosmos (en) (filiale de Roscosmos) la commercialisation des services de lancement Soyouz depuis les cosmodromes de Baïkonour et Vostotchny, en concurrence avec Starsem et Arianespace,.
Après sept années d'inactivité depuis 2013, Starsem reprend son service en 2020 pour honorer une commande de vingt et un lancements de OneWeb à Arianespace qui ne peut être exécutée par le Centre spatial guyanais seul,.
Depuis décembre 2020, Starsem opère également depuis le cosmodrome Vostotchny.

## Conséquences du conflit russo-ukrainien (février 2022)
À la suite de l'invasion de l'Ukraine par la Russie en 2022 et des sanctions contre la Russie prises en conséquence par les Occidentaux, l'agence spatiale russe Roscosmos riposte par ses propres mesures de représailles.
- Elle rapatrie le 26 février, les 87 employés russes qui travaillaient au centre spatial guyanais, rendant impossibles les lancements de Soyouz en cours de préparation[15].
- Elle refuse de lancer les satellites OneWeb du vol Starsem ST-38 alors que le lanceur est déjà sur le pas de tir, sauf si la société se plie aux exigences de la Russie, ce qu'elle refuse. Le lancement est donc annulé et le lanceur renvoyé dans son hangar[16].

Arianespace annonce alors la suspension de tous les vols de Soyouz qu'elle opère depuis le centre spatial guyanais ou via Starsem, sa filiale commune avec Roscosmos. Comme OneWeb décide de faire lancer ses satellites par SpaceX, les six lancements restant à réaliser par des Soyouz, bien que payés d'avance, sont annulés.

## Liste des vols
| Date et heure du lancement (UTC) | Vol   | Base de lancement | Version lanceur | Étage supérieur | Charge utile                              | Résultat |
| -------------------------------- | ----- | ----------------- | --------------- | --------------- | ----------------------------------------- | -------- |
| 9 février 1999 à 3 h 54          | ST 01 | Baïkonour         | Soyouz-U        | Ikar            | Globalstar 23, 36, 38 et 40               | Succès   |
| 15 mars 1999 à 3 h 6             | ST 02 | Baïkonour         | Soyouz-U        | Ikar            | Globalstar 22, 37, 41 et 46               | Succès   |
| 15 avril 1999 à 0 h 46           | ST 03 | Baïkonour         | Soyouz-U        | Ikar            | Globalstar 19, 42, 44 et 45               | Succès   |
| 22 septembre 1999 à 14 h 33      | ST 04 | Baïkonour         | Soyouz-U        | Ikar            | Globalstar 33, 50, 55 et 58               | Succès   |
| 18 octobre 1999 à 13 h 22        | ST 05 | Baïkonour         | Soyouz-U        | Ikar            | Globalstar 31, 56, 57 et 59               | Succès   |
| 22 novembre 1999 à 16 h 20       | ST 06 | Baïkonour         | Soyouz-U        | Ikar            | Globalstar 29, 34, 39 et 61               | Succès   |
| 8 février 2000 à 23 h 20         | ST 07 | Baïkonour         | Soyouz-U        | Fregat          | Inflatable Reentry and Descent Technology | Succès   |
| 20 mars 2000 à 18 h 28           | ST 08 | Baïkonour         | Soyouz-U        | Fregat          | Maquette de Cluster II                    | Succès   |
| 16 juillet 2000 à 12 h 39        | ST 09 | Baïkonour         | Soyouz-U        | Fregat          | Cluster II                                | Succès   |
| 9 août 2000 à 11 h 13            | ST 10 | Baïkonour         | Soyouz-U        | Fregat          | Cluster II                                | Succès   |
| 2 juin 2003 à 17 h 45            | ST 11 | Baïkonour         | Soyouz-FG       | Fregat          | Mars Express                              | Succès   |
| 27 décembre 2003 à 21 h 30       | ST 12 | Baïkonour         | Soyouz-FG       | Fregat          | Amos 2                                    | Succès   |
| 13 août 2005 à 23 h 28           | ST 13 | Baïkonour         | Soyouz-FG       | Fregat          | Galaxy 14                                 | Succès   |
| 9 novembre 2005 à 3 h 33         | ST 14 | Baïkonour         | Soyouz-FG       | Fregat          | Venus Express                             | Succès   |
| 28 décembre 2005 à 5 h 19        | ST 15 | Baïkonour         | Soyouz-FG       | Fregat          | Giove-A                                   | Succès   |
| 19 octobre 2006 à 16 h 28        | ST 16 | Baïkonour         | Soyouz-2-1a     | Fregat          | MetOp-A                                   | Succès   |
| 27 décembre 2006 à 14 h 23       | ST 17 | Baïkonour         | Soyouz 2-1b     | Fregat          | CoRoT                                     | Succès   |
| 29 mai 2007 à 20 h 31            | ST 18 | Baïkonour         | Soyouz-FG       | Fregat          | Globalstar 65, 69, 71 et 72               | Succès   |
| 20 octobre 2007 à 20 h 12        | ST 19 | Baïkonour         | Soyouz-FG       | Fregat          | Globalstar 66, 67, 68 et 70               | Succès   |
| 14 décembre 2007 à 13 h 17       | ST 20 | Baïkonour         | Soyouz-FG       | Fregat          | Radarsat-2                                | Succès   |
| 26 avril 2008 à 22 h 16          | ST 21 | Baïkonour         | Soyouz-FG       | Fregat          | Giove-B                                   | Succès   |
| 19 octobre 2010 à 17 h 10        | ST 22 | Baïkonour         | Soyouz-2-1a     | Fregat          | Globalstar-2 1 à 6                        | Succès   |
| 13 juillet 2011 à 2 h 27         | ST 23 | Baïkonour         | Soyouz-2-1a     | Fregat          | Globalstar-2 7 à 12                       | Succès   |
| 28 décembre 2011 à 17 h 9        | ST 24 | Baïkonour         | Soyouz-2-1a     | Fregat          | Globalstar-2 13 à 18                      | Succès   |
| 17 septembre 2012 à 16 h 28      | ST 25 | Baïkonour         | Soyouz-2-1a     | Fregat          | MetOp-B                                   | Succès   |
| 6 février 2013 à 16 h 4          | ST 26 | Baïkonour         | Soyouz-2-1a     | Fregat          | Globalstar-2 19 à 24                      | Succès   |
| 6 février 2020 à 21 h 42         | ST 27 | Baïkonour         | Soyouz-2-1b     | Fregat          | OneWeb 7 à 40                             | Succès   |
| 21 mars 2020 à 17 h 6            | ST 28 | Baïkonour         | Soyouz-2-1b     | Fregat          | OneWeb 41 à 74                            | Succès   |
| 18 décembre 2020 à 12 h 26       | ST 29 | Vostotchny        | Soyouz-2-1b     | Fregat          | OneWeb 75 à 110                           | Succès   |
| 25 mars 2021 à 2 h 47            | ST 30 | Vostotchny        | Soyouz-2-1b     | Fregat          | OneWeb 111 à 146                          | Succès   |
| 25 avril 2021 à 22 h 14          | ST 31 | Vostotchny        | Soyouz-2-1b     | Fregat          | OneWeb 147 à 182                          | Succès   |
| 28 mai 2021 à 17 h 38            | ST 32 | Vostotchny        | Soyouz-2-1b     | Fregat          | OneWeb 183 à 218                          | Succès   |
| 1er juillet 2021 à 12 h 48       | ST 33 | Vostotchny        | Soyouz-2-1b     | Fregat          | OneWeb 219 à 254                          | Succès   |
| 21 août 2021 à 22 h 13           | ST 34 | Baïkonour         | Soyouz-2-1b     | Fregat          | OneWeb 255 à 288                          | Succès   |
| 14 septembre 2021 à 18 h 7       | ST 35 | Baïkonour         | Soyouz-2-1b     | Fregat          | OneWeb 289 à 322                          | Succès   |
| 14 octobre 2021 à 9 h 40         | ST 36 | Vostotchny        | Soyouz-2-1b     | Fregat          | OneWeb 323 à 358                          | Succès   |
| 27 décembre 2021 à 13 h 10       | ST 37 | Baïkonour         | Soyouz-2-1b     | Fregat          | OneWeb 359 à 394                          | Succès   |
| Lancements annulés               |       |                   |                 |                 |                                           |          |
| 5 mars 2022 (prévu)              | ST 38 | Baïkonour         | Soyouz          | Fregat          | 36 satellites OneWeb                      | Annulé   |
| vers avril 2022                  |       | Vostochny         | Soyouz          | Fregat          | 36 satellites OneWeb                      | Annulé   |
| vers mai 2022                    |       | Vostochny         | Soyouz          | Fregat          | 36 satellites OneWeb                      | Annulé   |
| vers juin 2022                   |       | Baïkonour         | Soyouz          | Fregat          | 34 satellites OneWeb                      | Annulé   |
| 2022                             |       | Baïkonour         | Soyouz          | Fregat          | x satellites OneWeb                       | Annulé   |
| 2022                             |       | Baïkonour         | Soyouz          | Fregat          | x satellites OneWeb                       | Annulé   |